# Bolsjevik
En bolsjevik (russisk: большевики, большевик; og ud af ordet "bolshinstvo", "flertal") er et andet ord/betegnelse for en moskvatro kommunist. Ordet stammer fra det Al-Russiske Socialdemokratiske Arbejderpartis 2. kongres i 1903, hvor Lenins tilhængere fik flertal ved nøgleafstemninger vedrørende indførelse af en stram, elitær partiorganisering. Mindretallet, ledet af Julius Martov, kaldtes fra da af for mensjevikkerne. Det russiske kommunistparti var derfor også senere kendt som bolsjevikpartiet eller bolsjevikkerne.
Den vigtigste forskel på bolsjevisme og andre former for "marxisme" og "kommunisme" er, at bolsjevismen var baseret på ideen om et elitært styret revolutionært parti og en stram partiorganisation, hvis beslutninger bygger på princippet om demokratisk centralisme. Det bør tilføjes, at man i Marx egen tid ikke kendte til politiske "partier" i den betydning, vi i dag anvender dette begreb. Når Karl Marx (1818-1883) anvendte begrebet 'parti' var det derfor i betydningen "vores bevægelse" altså "arbejderbevægelsen" og ikke i betydningen politisk partiorganisation (og slet ikke i betydning af elitær organisation). På dette punkt var bolsjevismen derfor en afgørende nyskabelse inden for "marxismen".
Efter Lenins død opstod der en splittelse i bolsjevismen mellem en blandet gruppe: venstrekommunister eller venstreoppositionen, hvis væsentligste ledende skikkelse var Lev Trotskij. Han og hans fæller var i opposition til et triumvirat bestående af Josef Stalin, samt Lev Kamenev og Grigorij Zinovjev (som Stalin senere udmanøvrerede og lod henrette). Venstreoppositionen kaldte sig "bolsjevik-leninister" i et forsøg på at fremhæve sig selv som værende mere i overensstemmelse med Lenin og det russiske kommunistpartis ide, end Stalin og hans fæller påståedes at være det.

## Eksterne links
- Stalinisme og bolsjevisme af Lev Trotskij